# Preussia planispora
Preussia planispora är en svampart som beskrevs av Mahoney. Preussia planispora ingår i släktet Preussia och familjen Sporormiaceae.   Inga underarter finns listade i Catalogue of Life.